# Алиева, Лейла Муталлим кызы
Лейла Муталлим кызы Алиева (азерб. Leyla Mütəllim qızı Əliyeva; в русской традиции также Лейла Мутали́мовна Али́ева; род. 3 июля 1986, Баку) — азербайджанская тележурналистка. В 2012 году, вместе с Эльдаром Гасымовым и Наргиз Бирк-Петерсен, была ведущей конкурса песни «Евровидение-2012». Заслуженный работник культуры Азербайджана (2018).

## Карьера
Лейла Алиева окончила Азербайджанскую государственную музыкальную академию по специальности «дирижёр». В 2004 году была приглашена в качестве журналиста на Общественное телевидение Азербайджана. В 2007 году она начала освещать новости Евровидения и вскоре стала членом оргкомитета ОТВ. Алиева была глашатаем от Азербайджана на конкурсе «Евровидение-2008» в Белграде. Была ведущей азербайджанских национальных отборов в 2011 и 2012 годах.

## Личная жизнь
Замужем за режиссёром телеканала ОТВ. Есть дочь.